# Iran i olympiska spelen
Iran tävlade första gången i olympiska spelen 1900, och har därefter deltagit i alla sommarspel mellan 1948 och 1976, samt sedan 1988 och framåt. Iran har även skickat deltagare till vinter-OS till och från sedan 1956. Totalt har iranska idrottare tagit 88 medaljer, samtliga vid sommarspel.

## Medaljer
| Guld | Silver | Brons | Totalt antal medaljer |
| ---- | ------ | ----- | --------------------- |
| 27   | 29     | 32    | 88                    |

### Medaljer efter sommarspel
| Spel                                    | Guld        | Silver      | Brons       | Totalt      |
| Paris 1900                              | 0           | 0           | 0           | 0           |
| 1904-1936                               | Deltog inte | Deltog inte | Deltog inte | Deltog inte |
| London 1948                             | 0           | 0           | 1           | 1           |
| Helsingfors 1952                        | 0           | 3           | 4           | 7           |
| Melbourne 1956 (ryttarspel i Stockholm) | 2           | 2           | 1           | 5           |
| Rom 1960                                | 0           | 1           | 3           | 4           |
| Tokyo 1964                              | 0           | 0           | 2           | 2           |
| Mexico City 1968                        | 2           | 1           | 2           | 5           |
| München 1972                            | 0           | 2           | 1           | 3           |
| Montreal 1976                           | 0           | 1           | 1           | 2           |
| Moskva 1980                             | Deltog inte | Deltog inte | Deltog inte | Deltog inte |
| Los Angeles 1984                        | Deltog inte | Deltog inte | Deltog inte | Deltog inte |
| Seoul 1988                              | 0           | 1           | 0           | 1           |
| Barcelona 1992                          | 0           | 1           | 2           | 3           |
| Atlanta 1996                            | 1           | 1           | 1           | 3           |
| Sydney 2000                             | 3           | 0           | 1           | 4           |
| Aten 2004                               | 2           | 2           | 2           | 6           |
| Peking 2008                             | 1           | 0           | 1           | 2           |
| London 2012                             | 7           | 5           | 1           | 13          |
| Rio de Janeiro 2016                     | 3           | 1           | 4           | 8           |
| Tokyo 2020                              | 3           | 2           | 2           | 7           |
| Paris 2024                              | 3           | 6           | 3           | 12          |
| Totalt                                  | 27          | 29          | 32          | 88          |

### Medaljer efter vinterspel
| Spel                   | Guld        | Silver      | Brons       | Totalt      |
| Cortina d'Ampezzo 1956 | 0           | 0           | 0           | 0           |
| Squaw Valley 1960      | Deltog inte | Deltog inte | Deltog inte | Deltog inte |
| Innsbruck 1964         | 0           | 0           | 0           | 0           |
| Grenoble 1968          | 0           | 0           | 0           | 0           |
| Sapporo 1972           | 0           | 0           | 0           | 0           |
| Innsbruck 1976         | 0           | 0           | 0           | 0           |
| Lake Placid 1980       | Deltog inte | Deltog inte | Deltog inte | Deltog inte |
| Sarajevo 1984          | Deltog inte | Deltog inte | Deltog inte | Deltog inte |
| Calgary 1988           | Deltog inte | Deltog inte | Deltog inte | Deltog inte |
| Albertville 1992       | Deltog inte | Deltog inte | Deltog inte | Deltog inte |
| Lillehammer 1994       | Deltog inte | Deltog inte | Deltog inte | Deltog inte |
| Nagano 1998            | 0           | 0           | 0           | 0           |
| Salt Lake City 2002    | 0           | 0           | 0           | 0           |
| Turin 2006             | 0           | 0           | 0           | 0           |
| Vancouver 2010         | 0           | 0           | 0           | 0           |
| Sotji 2014             | 0           | 0           | 0           | 0           |
| Pyeongchang 2018       | 0           | 0           | 0           | 0           |
| Peking 2022            | 0           | 0           | 0           | 0           |
| Totalt                 | 0           | 0           | 0           | 0           |

## Medaljer efter sporter
| Sport         | Guld | Silver | Brons | Totalt |
| Brottning     | 13   | 19     | 23    | 55     |
| Tyngdlyftning | 9    | 6      | 5     | 20     |
| Taekwondo     | 3    | 3      | 4     | 10     |
| Karate        | 1    | 0      | 0     | 1      |
| Skytte        | 1    | 0      | 0     | 1      |
| Friidrott     | 0    | 1      | 0     | 1      |
| Totalt        | 27   | 29     | 32    | 88     |